# Cassephyra plenimargo
Cassephyra plenimargo là một loài bướm đêm trong họ Geometridae.